# آیز*وان
آیز*وان (انگلیسی: Iz*One; ‎/ˈaɪz wʌn/‎ EYEZ-wun; کره‌ای: 아이즈원; ژاپنی: アイズワン) یک گروه دخترانهٔ کره‌ای–ژاپنی بود که از طریق ریلتی شوی شبکهٔ ام‌نت، پرودوس ۴۸ شکل گرفت. این گروه دوازده عضو داشت: جانگ وون یونگ، ساکورا میاواکی، جو یو ری، چوی یه نا، آن یو جین، ناکو یابوکی، کوان اون بی، کانگ هه وون، هیتومی هوندا، کیم چه وون، کیم مین جو و لی چه یون. این گروه توسط آف د رکورد و سوینگ انترتینمنت مدیریت می‌شد.

## نام
آیز*وان، نام این گروه توسط نتیزن‌ها از طریق وبگاه رسمی پرودوس ۴۸ پیشنهاد شد و توسط سی‌جی ئی‌ان‌ام انتخاب شد. «آیز» (IZ) یک نام عددی برای عدد ۱۲ است و «وان» (ONE) نمایانگر این است که آنها به عنوان یک گروه هستند. نشان ستاره (*) بین «آیز» و «وان» نشانگر برج فلکی منطقةالبروج است.

## اعضا
- کوان اون بی (권은비) – لیدر[A]
- ساکورا میاواکی (宮脇咲良; 미야와키 사쿠라)
- کانگ هه وون (강혜원)
- چوی یه نا (최예나)
- لی چه یون (이채연)
- کیم چه وون (김채원)
- کیم مین جو (김민주)
- ناکو یابوکی (矢吹奈子; 야부키 나코)
- هیتومی هوندا (本田仁美; 혼다 히토미)
- جو یو ری (조유리)
- آن یو جین (안유진)
- جانگ وون یونگ (장원영)